# 休日乗り放題きっぷ

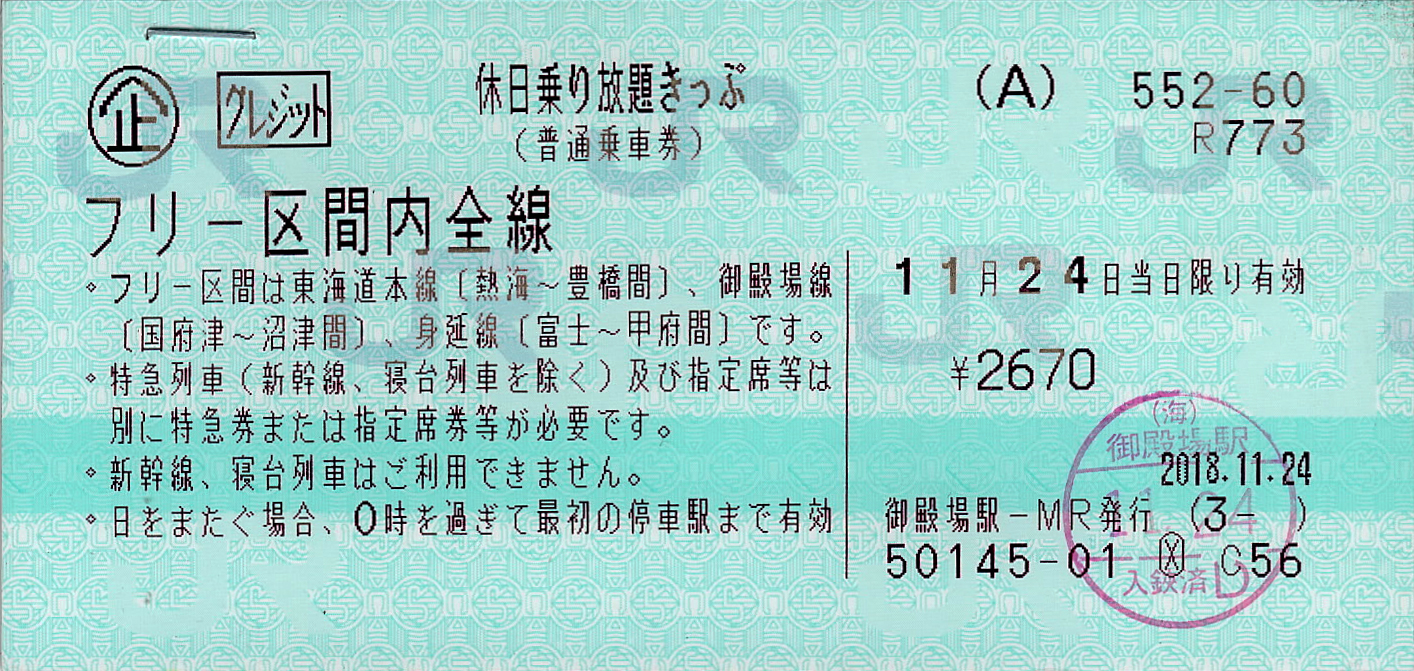
休日乗り放題きっぷ（旧型式・マルス発行）

休日乗り放題きっぷ（きゅうじつのりほうだいきっぷ）は、東海旅客鉄道（JR東海）が発売する静岡地区の特別企画乗車券の一つである。
本項目では、前身であるしずおかフリーパスおよび派生きっぷについても述べる。

## 概要
土休日および年末年始（12月30日 - 1月3日）に限り、次に掲げる区間の普通列車普通車自由席に乗り降り自由。大人2,720円、小人1,360円。
- 東海道本線 熱海駅 - 豊橋駅間
- 身延線 甲府駅 - 富士駅間
- 御殿場線 国府津駅 - 沼津駅間

以下の列車・座席に乗車する場合はその設備などに必要な料金券が必要。
- 特急列車：特急券・自由席特急券[注 1]
- 急行列車：急行券（普通車指定席の場合は指定席券も必要）[注 2]
- グリーン車：グリーン券（特急列車の場合は特急券＋グリーン券）[要出典]
- 快速・普通列車の普通車指定席：指定席券[要出典]
- ホームライナーなどの座席定員制列車：乗車整理券

東海道新幹線および寝台列車に対しては本きっぷは使用できない。例として、「休日乗り放題きっぷ」＋「新幹線特急券」の組み合わせて新幹線には乗車できない。
日付をまたいで運転する列車については、0時を過ぎて最初に停車する駅まで有効となる。

## 特記事項
- フリー区間内にあるJR東海の主な駅と周辺の旅行会社にて発売。2009年春頃から「青空フリーパス」[注 3]の発売駅[注 4]でもフリー区間の入口駅（豊橋駅等）までの乗車券等を同時購入または提示すれば購入できるようになった。
  - 甲府駅と国府津駅では発売していない。熱海駅はJR東海の窓口（改札内の新幹線乗り換え口にある乗車券売り場）で購入が可能。
- 自動改札機を利用することができる[注 5]。
- 毎年1月1日から3日までの3日間、以下の3か所で本きっぷを呈示すると縁起物のプレゼントがある（先着順・数量限定）。
  - 三嶋大社 （三島市）
  - 静岡浅間神社 （静岡市）
  - 法多山尊永寺 （袋井市）
- かつては本きっぷ発券時に割引券が別途発行され、フリー区間沿線の観光施設などで割引などの特典を受けることができたが、2025年3月4日をもって割引券の発行は終了[1]。

## しずおかフリーパス
「休日乗り放題きっぷ」の前身は「しずおかフリーパス」であった。効力は「休日乗り放題きっぷ」とほぼ同じだが、2人から4人のグループが同一行程で利用する場合に限り有効であった。2002年6月30日限りで「休日乗り放題きっぷ」に引き継がれる形で廃止された。価格は下表のとおり。
| 小人＼大人 | 1人     | 2人     | 3人     | 4人     |
| ---------- | ------- | ------- | ------- | ------- |
| 0人        | —       | 5,490円 | 7,780円 | 9,760円 |
| 1人        | 4,120円 | 6,480円 | 8,540円 | —       |
| 2人        | 5,180円 | 7,320円 | —       | —       |
| 3人        | 6,090円 | —       | —       | —       |

## ゆるキャン△梨っ子1日フリーきっぷ
アニメ『ゆるキャン△』の舞台となった身延線沿線にて開催された地域イベント「ゆるキャン△梨っ子町めぐり」に合わせ、同作品とのコラボレーション企画により「ゆるキャン△梨っ子1日フリーきっぷ」が設定された。大人3,000円、小人1,500円。

### 特記事項
- 利用区間は身延線全線と東海道本線の三島駅 - 静岡駅間。
- 発売箇所はフリー区間内のJR全線きっぷうりばおよび指定席券売機、ならびにジェイアール東海ツアーズの静岡支店と三島支店。「休日乗り放題きっぷ」が購入出来ない甲府駅でも購入が可能。
- その設備などに必要な料金券（特急券・急行券・乗車整理券）を別途購入すれば、身延線特急「ふじかわ」・臨時急行「ゆるキャン△梨っ子号」（利用期間内の土日運転）・東海道本線ホームライナーも利用可能。東海道新幹線は利用不可。特急・急行券は新幹線乗継割引が適用されていないものに限る。
- 引換券がついており、道の駅富士川または常幸院（甲斐常葉駅徒歩10分）にて『ゆるキャン△』のオリジナルグッズと交換可能（数量や交換時間に制限あり）。

### 発売・利用期間
- 発売期間：2020年1月1日 - 2月9日
- 利用期間：2020年2月1日 - 2月9日